# Expreso 7 (Metropolitano)
El servicio Expreso 7 es uno de los 13 expresos que forma parte del Metropolitano en Lima, se lo puede reconocer por el color granate y el logo de un "EX7" en los buses troncales.
Comenzó a brindar servicio el 30 de enero del 2017, desde su inauguración ha tenido algunos cambios de paraderos y cambios de horario, sin embargo, su ruta presentada sigue vigente hasta la actualidad, partiendo desde la estación Tomás Valle hasta la estación Angamos solo de norte a sur. Es el único Expreso que tiene una ruta fuera de lo habitual al no terminar en estaciones como Benavides, 28 de Julio o Plaza de Flores en sentido sur.

## Horarios
| Horario de operación | Horario de operación | Horario de operación |
| EXPRESO              | Hacia el Sur         | Hacia el Norte       |
| -------------------- | -------------------- | -------------------- |
| Lunes a viernes      | 05:30 a 09:00        | Sin Servicio         |
| Sábados              | Sin Servicio         | Sin Servicio         |
| Domingos y feriados  | Sin Servicio         | Sin Servicio         |

## Estaciones
A continuación, todas las estaciones del Expreso 7, en algunas estaciones se podían interconectar con diferentes servicios o expresos para una movilización de norte a sur más rápida.
| \| N.º \| Estación \| Común con: \| \| ----------------------------- \| ---------------------------------- \| ---------- \| \| 1 \| Tomás Valle (Embarque 2 Sur) \| \| \| RAMAL ALFONSO UGARTE - ESPAÑA \| \| \| \| RAMAL SUR \| \| \| \| 2 \| Estación Central (Embarque 10 sur) \| \| \| 3 \| Javier Prado \| \| \| 4 \| Canaval y Moreyra/ Andrés Reyes \| \| \| 5 \| Angamos (Embarque 1 sur) \| \| |                                    | |
| N.º | Estación                           | Común con: |
| 1 | Tomás Valle (Embarque 2 Sur)       | |
| RAMAL ALFONSO UGARTE - ESPAÑA |                                    | |
| RAMAL SUR |                                    | |
| 2 | Estación Central (Embarque 10 sur) | Regular A · Regular C · Expreso 1 · Expreso 6 · Expreso 10 · Expreso 11 · Expreso 12 · Expreso 13 · Super Expreso Norte |
| 3 | Javier Prado                       | Regular C · Expreso 1 · Expreso 2 · Expreso 6 · Expreso 12                                                              |
| 4 | Canaval y Moreyra/ Andrés Reyes    | Regular C · Expreso 1 · Expreso 2 · Expreso 6 · Expreso 9 · Expreso 12                                                  |
| 5 | Angamos (Embarque 1 sur)           | Regular C · Expreso 1 · Expreso 2 · Expreso 6 · Expreso 9 · Expreso 12 · Super Expreso                                  |

## Lugares recurrentes en los distritos de la trayectoria
Independencia
- Gran terminal terrestre Plaza Norte: Av. Tupac Amaru 6899.
- Mercado Central FEVACEL: Av. Tomás Valle 111.

Centro de Lima - Breña (ramal de Av. Alfonso Ugarte y Av. España.)
- Central Operativa de Investigación Policía Nacional del Perú: Av. España 321.
- Real Plaza Centro Cívico (Conexión directa con la Estación Central)
- (Arriba de la Estación Central) Palacio de Justicia de la República del Perú, Av. Paseo de la República
- (Arriba de la Estación Central) Sheraton Lima Historic Center (Hotel Sheraton) Av. Paseo de la República 170.

La Victoria
- Edificio Interbank: Av. Carlos Villarán 197
- Ajinomoto del Perú S.A.: Av. P. de la República 2455

San Isidro
- The Westin Lima Hotel & Convention Center: Calle Las Begonias 450
- Hipermercado Tottus: Calle Las Begonias 785
- Falabella San Isidro:Av. P. de la República 3220
- Ripley San Isidro:Calle Las Begonias 545
- Plaza Vea San Isidro: Av. P. de la República 3440
- Edificio Entel: Av. P. de la República 3490

Miraflores
- Centro Comercial Inka Plaza: Av. Arequipa 5031